# Нікелсвілл (Вірджинія)
Нікелсвілл (англ. Nickelsville) — місто (англ. town) в США, в окрузі Скотт штату Вірджинія. Населення — 378 осіб (2020).

## Географія
Нікелсвілл розташований за координатами 36°44′57″ пн. ш. 82°24′59″ зх. д. / 36.74917° пн. ш. 82.41639° зх. д. (36.749134, -82.416420).  За даними Бюро перепису населення США в 2010 році місто мало площу 1,26 км², з яких 1,25 км² — суходіл та 0,00 км² — водойми.

## Демографія
Згідно з переписом 2010 року, у місті мешкали 383 особи в 170 домогосподарствах у складі 114 родин. Густота населення становила 305 осіб/км².  Було 204 помешкання (162/км²).
Расовий склад населення:
| - 94,5 % — білих - 2,9 % — вихідців з тихоокеанських островів - 1,0 % — корінних американців - 0,3 % — чорних або афроамериканців - 1,0 % — осіб інших рас |

До двох чи більше рас належало 0,3 %. Частка іспаномовних становила 4,7 % від усіх жителів.
За віковим діапазоном населення розподілялося таким чином: 18,0 % — особи молодші 18 років, 60,9 % — особи у віці 18—64 років, 21,1 % — особи у віці 65 років та старші. Медіана віку мешканця становила 44,8 року. На 100 осіб жіночої статі у місті припадало 88,7 чоловіків;  на 100 жінок у віці від 18 років та старших — 86,9 чоловіків також старших 18 років.
Середній дохід на одне домашнє господарство  становив 47 674 долари США (медіана — 48 611), а середній дохід на одну сім'ю — 55 076 доларів (медіана — 56 500). Медіана доходів становила 40 000 доларів для чоловіків та 35 750 доларів для жінок. За межею бідності перебувало 26,7 % осіб, у тому числі 38,7 % дітей у віці до 18 років та 8,6 % осіб у віці 65 років та старших.
Цивільне працевлаштоване населення становило 161 осіб. Основні галузі зайнятості: освіта, охорона здоров'я та соціальна допомога — 20,5 %, роздрібна торгівля — 19,3 %, будівництво — 12,4 %, публічна адміністрація — 11,8 %.